# 北緯17度線
北緯17度線（ほくい17どせん）は、地球の赤道面より北に地理緯度にして17度の角度を成す緯線。アフリカ、アジア、インド洋、太平洋、中央アメリカ、カリブ海、大西洋を通過する。
この緯線は、かつてベトナムにおいて軍事境界線であった。
この緯度の下では、夏至点時の可照時間は13時間9分で、冬至点時は11時間7分である。

## 通過する地域一覧
北緯17度線は、本初子午線から東に向かって以下の場所を通っている。
| 地理座標                                               | 国土・領土・領海         | 備考                                                                                                |
| ------------------------------------------------------ | ------------------------ | --------------------------------------------------------------------------------------------------- |
| 北緯17度0分 東経0度0分 / 北緯17.000度 東経0.000度      | マリ                     | |
| 北緯17度0分 東経4度14分 / 北緯17.000度 東経4.233度     | ニジェール               | |
| 北緯17度0分 東経15度30分 / 北緯17.000度 東経15.500度   | チャド                   | |
| 北緯17度0分 東経24度0分 / 北緯17.000度 東経24.000度    | スーダン                 | |
| 北緯17度0分 東経37度0分 / 北緯17.000度 東経37.000度    | エリトリア               | |
| 北緯17度0分 東経39度2分 / 北緯17.000度 東経39.033度    | 紅海                     | |
| 北緯17度0分 東経41度47分 / 北緯17.000度 東経41.783度   | サウジアラビア           | ファラサン諸島                                                                                      |
| 北緯17度0分 東経41度53分 / 北緯17.000度 東経41.883度   | 紅海                     | |
| 北緯17度0分 東経42度33分 / 北緯17.000度 東経42.550度   | サウジアラビア           | |
| 北緯17度0分 東経43度10分 / 北緯17.000度 東経43.167度   | イエメン                 | |
| 北緯17度0分 東経46度57分 / 北緯17.000度 東経46.950度   | サウジアラビア           | |
| 北緯17度0分 東経47度23分 / 北緯17.000度 東経47.383度   | イエメン                 | |
| 北緯17度0分 東経52度57分 / 北緯17.000度 東経52.950度   | オマーン                 | |
| 北緯17度0分 東経54度7分 / 北緯17.000度 東経54.117度    | インド洋                 | アラビア海                                                                                          |
| 北緯17度0分 東経54度41分 / 北緯17.000度 東経54.683度   | オマーン                 | |
| 北緯17度0分 東経54度59分 / 北緯17.000度 東経54.983度   | インド洋                 | アラビア海                                                                                          |
| 北緯17度0分 東経73度17分 / 北緯17.000度 東経73.283度   | インド                   | マハーラーシュトラ州 カルナータカ州 アーンドラ・プラデーシュ州                                      |
| 北緯17度0分 東経82度17分 / 北緯17.000度 東経82.283度   | インド洋                 | ベンガル湾                                                                                          |
| 北緯17度0分 東経94度27分 / 北緯17.000度 東経94.450度   | ミャンマー               | |
| 北緯17度0分 東経96度54分 / 北緯17.000度 東経96.900度   | インド洋                 | マルタバン湾                                                                                        |
| 北緯17度0分 東経97度12分 / 北緯17.000度 東経97.200度   | ミャンマー               | |
| 北緯17度0分 東経98度37分 / 北緯17.000度 東経98.617度   | タイ                     | |
| 北緯17度0分 東経104度44分 / 北緯17.000度 東経104.733度 | ラオス                   | |
| 北緯17度0分 東経106度26分 / 北緯17.000度 東経106.433度 | ベトナム                 | |
| 北緯17度0分 東経107度7分 / 北緯17.000度 東経107.117度  | 南シナ海                 | 西沙諸島を通過                                                                                      |
| 北緯17度0分 東経120度27分 / 北緯17.000度 東経120.450度 | フィリピン               | ルソン島                                                                                            |
| 北緯17度0分 東経122度29分 / 北緯17.000度 東経122.483度 | 太平洋                   | フィリピン海 北マリアナ諸島・ググアン島とサリガン島の間を通過                                       |
| 北緯17度0分 西経100度17分 / 北緯17.000度 西経100.283度 | メキシコ                 | |
| 北緯17度0分 西経91度7分 / 北緯17.000度 西経91.117度    | グアテマラ               | |
| 北緯17度0分 西経89度9分 / 北緯17.000度 西経89.150度    | ベリーズ                 | |
| 北緯17度0分 西経88度13分 / 北緯17.000度 西経88.217度   | カリブ海                 | セントクリストファー・ネイビス・ネイビス島の南を通過 アンティグア・バーブーダ・レドンダ島の北を通過 |
| 北緯17度0分 西経61度46分 / 北緯17.000度 西経61.767度   | アンティグア・バーブーダ | アンティグア島                                                                                      |
| 北緯17度0分 西経61度44分 / 北緯17.000度 西経61.733度   | 大西洋                   | |
| 北緯17度0分 西経25度19分 / 北緯17.000度 西経25.317度   | カーボベルデ             | サント・アンタン島                                                                                  |
| 北緯17度0分 西経25度6分 / 北緯17.000度 西経25.100度    | 大西洋                   | |
| 北緯17度0分 西経16度17分 / 北緯17.000度 西経16.283度   | モーリタニア             | |
| 北緯17度0分 西経5度39分 / 北緯17.000度 西経5.650度     | マリ                     | |

## ベトナム
17度線 (ベトナム語: vĩ tuyến 17)は、1954年のジュネーヴ協定によって設定された北ベトナムと南ベトナムの暫定的な軍事境界線であった。「17度線」という俗称であったが、北緯17度線ちょうどではなくベンハイ川に沿って設定された。北緯17度線上にあるのは河口付近のみで、境界線のほとんどは17度線より南にあった。
1976年に南ベトナムが北ベトナムに降伏し、ベトナムが再統一されたため、軍事境界線は消滅した。